# Karl Wilhelm Verhoeff
Karl (o Carl) Wilhelm Verhoeff (* 1867-1945) fue un naturalista, zoólogo alemán, especializándose en milpies y ciempiés (Myriapoda), y también Oniscidea (Isopoda) y de insectos de pequeña extensión.
Verhoeff fue uno - con Ralph Vary Chamberlin y Carl Attems  - de los más prolíficos autores de la taxa de los miriápodos. En 1962, la compilación de Gisela Mauermayer registró 670 obras científicas de Verhoeff.

## Biografía
Karl W. Verhoeff había nacido el 25 de noviembre de 1867 en Soest, Westfalia , hijo del boticario Karl M. Verhoeff y de su esposa Mathilde Rocholl. Completó su examen 'Abitur' en Soerst en 1889, y completó su tesis doctoral en zoología en Bonn, en 1893. En 1902, se casa con Marie Kringer, quien fallece en 1937 en una cirugía. Del matrimonio tuvieron tres hijos, dos mujeres y un varón, que fallecería en 1942 en el heroico frente ruso.
Estuvo brevemente empleado de 1900 a 1905 en el "Museum für Naturkunde", de Berlín, y el resto de su larga carrera, trabajó privadamente . Se suicidó el 6 de diciembre de  1945 .
- La abreviatura «Verhoeff» se emplea para indicar a Karl Wilhelm Verhoeff como autoridad en la descripción y clasificación científica de los vegetales.[4]